# Kathrine Johnsen
Kathrine Johnsen (* 22. Oktober 1917 in Tana als Berit Kathrine Johnsen; † 25. Juni 2002 in Tromsø) war eine norwegisch-samische Lehrerin und Rundfunkmitarbeiterin. Sie setzte sich für das samischsprachige Radio und die samischen Sprachen ein und wird deshalb auch als „Mutter des samischen Radios“ bezeichnet.

## Leben
Johnsen wuchs auf einem kleinen Hof in der nordnorwegischen Kommune Tana auf, wo sie als Muttersprache eine samische Sprache sprach. Im Jahr 1937 beendete sie ihre Schulzeit und sie begann als Haushälterin in einem Internat zu arbeiten. Nach ihrer Zeit dort war sie unter anderem auch in einem Hotel in Tromsø angestellt. Im Jahr 1945 begann sie ihr Studium an der Lehrerschule in Tromsø, welches sie 1949 abschloss. Anschließend unterrichtete Johnsen bis 1958 an einer samischen Schule in Karasjok. Dort gehörte sie zu den wenigen Lehrkräften, die während der andauernden Norwegisierung auf Samisch unterrichteten. Ihre Zeit als Lehrerin in Karsjok wurde durch ein Pädagogik- und Englischstudium an der Norges Lærerhøgskole in Trondheim und einem Jahr an der norwegischen Hauswirtschaftslehrerinnenschule Statens lærerskole i husstell in Stabekk unterbrochen.
Ab dem 1. Januar 1959 arbeitete Johnsen als Programmsekretärin beim norwegischen Rundfunk Norsk rikskringkasting (NRK) in Vadsø. Grundlage für die Tätigkeit war eine Anfrage des NRKs bei den samischsprachigen Lehrerinnen, ob sie eine samische Nachrichtensendung moderieren könnten. So arbeitete sie auch mit der Lehrerin Edel Hætta Eriksen zusammen. Eine Zeit lang war sie Chefin für sämtliche Sendungen des NRK in der damaligen Provinz Finnmark. Im Jahr 1964 zog sie nach Tromsø um, wo sie als einzig festangestellte Mitarbeiterin im samischen Radioprogramm des NRK ihre Tätigkeit aufnahm. Etwa zehn Jahre lang hatte sie beim NRK die alleinige Zuständigkeit für die samischsprachigen Sendungen. Zu Beginn wurden in der Woche zwei Sendungen produziert, in den 1970er-Jahren waren es bereits drei Sendungen pro Tag. Diese wurden später auch in Schweden und Finnland gesendet. Vor allem zu Beginn stießen die samischsprachigen Inhalte auf Widerstand in der nicht-samischen Bevölkerung und wurden unter anderem auch als „Plage“ bezeichnet. In der samischen Bevölkerung wurde sie hingegen insbesondere durch die wöchentliche Reportage-Sendung På streiftog med mikrofonen bekannt. In Interviews erklärte sie, dass es schwierig gewesen sei, über gewisse Themen in samischer Sprache zu berichten, weil für viele aktuelle Themen der Wortschatz gefehlt hätte. Man habe deshalb Impulse aus anderen Sprachen übernehmen müssen.
Neben ihrer Tätigkeit für das Radio engagierte Johnsen sich auch unter anderem im Samenrat und im Vorstand der samischen Zeitung Ságat. Im Jahr 1965 übersetzte sie Karius und Baktus von Thorbjørn Egner ins Samische. Für ihren Einsatz erhielt sie im Jahr 1983 die königliche Verdienstmedaille in Gold, zu diesem Zeitpunkt arbeitete sie seit 35 Jahren für das samische Radio.

## Auszeichnungen
- 1981: Sukkerbiten
- 1983: Kongens fortjenstmedalje in Gold